# Indocypha svenhedini
Indocypha svenhedini là loài chuồn chuồn trong họ Chlorocyphidae. Loài này được Sjöstedt mô tả khoa học đầu tiên năm 1933.